# Campanula gilliatii
Campanula gilliatii är en klockväxtart som beskrevs av Milne-redh. och William Bertram Turrill. Campanula gilliatii ingår i släktet blåklockor, och familjen klockväxter. Inga underarter finns listade i Catalogue of Life.